# Homolulu
Homolulu - Die Geburt eines Vulkans oder die Versuchung eine Utopie konkret zu machen («Homolulu - El nacimiento de un volcán o la tentación de concretar una utopía») fue el primer encuentro internacional de homosexuales en Fráncfort del Meno, Alemania. Se realizó del 23 al 29 de julio de 1979, convirtiéndose en el punto de inicio para diversos proyectos gais y lésbicos.

## Etimología y usos
«Homolulu» está formado de las palabras Homoseksualiteit (en holandés) o Homosexualität (en  alemán) y Honolulu, la capital de  Hawái, en la isla de Oahu, en el que se encuentra el famoso barrio y playa de Waikiki, detrás de la que se levanta los volcanes apagados Diamond Head y Punchbowl.
En Ámsterdam, en la calle Kerkstraat 23, se encontraba de 1975 a 1997 la discoteca y café gay lésbico Homolulu. Jerry Di Falco, procedente de Filadelfia, pintó en 1988 la obra Political Discussion at the Homo Lulu Cafe in Amsterdam («Discusión política en el café Homo Lulu en Ámsterdam»).
De este local, que los organizadores no conocían en persona, se tomó prestado el nombre para el evento en Fráncfort. Debido a que el evento debía estar abierto tanto a hombres como a mujeres, no se tomó el nombre schwul (gay, homosexual masculino) ni uno que estuviera derivado de la palabra. Además, el nombre debía ser internacional, independiente de la lengua y despertar las asociaciones adecuadas. Los organizadores asociaron con el evento una isla autónoma con playas llenas de palmeras, libre de todo constreñimiento, separado de las normas heterosexuales. Y no debía ser una isla plana, sino un volcán caliente, de cuya cumbre se pudiese dominar mejor la situación. El evento debía ser un baile sobre el volcán, en el que se discutiría lo que preocupaba a los homosexuales en su vida diaria, se trabajaba contra la continua discriminación y se provocase su erupción, que debía enterrar el chauvinismo heterosexista.

### Otros usos del nombre
La escritora Ginka Steinwachs tituló en su biografía de George Sand («una mujer con nombre de hombre, que creó mundos escribiendo y que amó tanto a hombres como a mujeres») de 1980, el cuarto capítulo como «Homolulu: Treibhaus de la Paix» («Homolulu: invernadero de la paix»).

Der Ortsname 'Homolulu' ruft vielfältige Assoziationen hervor: Das 'pazifische' bzw. 'pazifischtische' Reiseparadies Honolulu, die Homosexualität und schließlich Lulu, die 'Femme Fatale' der deutschen Literatur und somit die Symbolfigur des 'unbezähmbaren Sexualtrieb[s]' des Weiblichen.
El topónimo "Homolulu" despierta diversas asociaciones: el "pacífico" o "pacifista" paraiso Honolulu, la homosexualidad y finalmente a "Lulú", la femme fatale de la literatura alemana y en consecuencia figura simbólica de la "irreducible libidinosidad" femenina.
 Ginka Steinwachs

Del 3 al 11 de octubre de 1992, se realizó en Belín el encuentro Homolulu (II). El Verein zur Förderung schwuler Kultur in den Medien se imprimió en esa ocasión una revista titulada Homolulu Zeitung. El evento no tuvo ni de lejos tanto éxito como el Homolulu de 1979.
En Núremberg se realizaron en 2007 en diversos barrios fiestas bajo el título Honolulu.
En el barrio Frogner de Oslo se encuentra la península de Bygdøy. Allí se encuentra la popular Paradisbukta («Bahía del Paraíso»), que también es muy visitada por gais y lesbianas. La playa que se encuentra inmediatamente al norte, muy popular entre los gais, también se suele llamar Homolulu.
El director de cine noruego Frank Mosvold filmó en 2004 el corto The Homolulu-Show, una comedia en inglés que jugaba con los estereotipos, como reacción a las declaraciones de conservadores estadounidenses y noruegos sobre el matrimonio igualitario. En la película, Martin (Per Christian Ellefsen), que se ha casado hace muchos años con Henry (Bjørn Sundquist) en Homolulu, está indignado porque ahora también los heterosexuales pueden casarse.

## Antecedentes
En los años 1969 y 1973 se liberalizó el artículo 175, pero la discriminación social y la represión continuaban. Las protestas públicas de grupos de gais se prohibían una y otra vez por las autoridades locales. Existían algunos casos de gais, cuya homosexualidad había sido probada, a los que se les prohibía trabajar como funcionarios. En casos concretos también se les obligaba a someterse a «tratamientos» psiquiátricos y médicos. En consecuencia se fundó el Nationale Arbeitsgemeinschaft Repression gegen Schwule (NARGS, «Grupo de trabajo nacional represión contra gais»), que era el segundo intento de crear una asociación de gais a nivel nacional para ganar influencia política y poder trabajar de forma más efectiva. El objetivo era que en el tercer tribunal internacional de Russell, que debía juzgar las violaciones de los Derechos Humanos en la RFA, planeado para 1978, no se olvidase a los gais.
Dentro de NARGS se desarrollaron estrechos contactos bajo la dirección de Homosexuellen Aktion Hamburg (HAG) y de Initiativgruppe Homosexualität Bielefeld (IHB). El 21 de agosto de 1977 se emitieron comunicados de prensa de los once grupos participantes, en los que se daban a conocer sus objetivos. El material reunido sobre la represión de los gais debía ser entregado al jurado de preselección, puesto a disposición de todos los grupos gais y debía ser publicado como folleto, lo que ocurrió en octubre de 1977 bajo el título Schwule gegen Unterdrückung und Faschismus («Gais contra la opresión y el fascismo»).

Man sah einen engen Zusammenhang zwischen der Unterdrückung der Schwulen, deren Existenz die Zwangsheterosexualität in Frage stelle, z.B. Ehe und Männerherrschaft, und der Unterdrückung der lohnabhängig Arbeitenden, die ständig wachsender Repression in der BRD ausgesetzt seien.
Se vio una estrecha relación entre la represión de los gais, cuya existencia pone en entredicho la heterosexualidad forzosa, p. ejm. el matrimonio y el patriarcado, y la opresión de los trabajadores a sueldo, que están sometidos a la creciente represión en la RFA.
Schwule gegen Unterdrückung und Faschismus

Durante el segundo periodo de consulta del tribunal de Russell, del 3 al 8 de enero de 1979, se juzgó en veinte minutos como ejemplo el caso del comportamiento de la mesa de información de la ciudad de Aquisgrán respecto a los grupos locales gais. Se presentó como caso de censura y fue condenado como tal. La cuestión de la opresión de los gais no fue tratada en el caso, lo que decepcionó las expectativas de algunos. Se recibió de forma más positiva el proceso de preparación común y la experiencia ganada. A algunos les quedó claro que las acciones de la izquierda heterosexual no dejaban lugar para la auténtica articulación de los intereses de gais. Una y otra vez los gais debían olvidar sus problemas específicos en pos de una política común de izquierdas.
También otros grupos de izquierdas, que hoy son llamados colectivamente como Neue soziale Bewegungen, sentían a finales de la década de 1970 que no se movían del sitio. Así, del 27 al 29 de enero de 1978 se organizó en Berlín Occidental el Congreso Tunix, una enorme fiesta con música, cabaret y teatro, en la que se incluían numerosas tablas redondas y discusiones, en los que se trataban muchos temas relevantes. Este congreso fue el origen de muchos otros proyectos. Entre ellos, también las primeras marchas del Christopher Street Day del 30 de junio de 1979, coincidiendo con el décimo aniversario de Stonewall, en Stuttgart, Colonia, Berlín Occidental y Brema.

## El evento
Bajo influencia de Tunix, se decidió hacer un evento similar para gais y lesbianas. El objetivo era la discusión política de los problemas de gais y lesbianas, discusiones teóricas, pero también sobre la opresión que sufrían. Se decidió complementar las discusiones con un programa de cine, teatro y música, que daría la nota más lúdica.
Homolulu se realizó del 23 al 29 de julio de 1979 en parte en una carpa a orillas del río Nidda, donde se centraba la parte más lúdica, y en parte en el campus de la universidad, donde se centraban las discusiones y mesas redondas. El festival llegó a tener tales dimensiones que medios de comunicación, periódicos, radio e incluso la televisión nacional ARD, mostraron por primera vez interés por los homosexuales y llegaron incluso a llamarlo el «Woodstock gay».
El punto culminante del evento, que llegó a reunir a más de 2000 gais y lesbianas, fue una manifestación de gais, vestidos en colores chillones, rompiendo estereotipos de género, por las calles de Fráncfort. Al final, los manifestantes emitieron una resolución por aclamación, que contenía, entre otros puntos, los siguientes:

1. Wir verlangen, dass mit der Benachteiligung der Unverheirateten endgültig Schluss ist.
2. Wir fordern die Gleichstellung im Erb- und Steuerrecht
3. Die Darstellung der Hetero-Sexualität als einziger gesunder und wünschenswerter Form der Sexualität muss endlich ein Ende haben.
4. Wir verlangen Unterstützung für eigenständige Institutionen von Schwulenzentren, schwulen Beratungsstellen und schwulen Gesundheitsorganisationen.
5. Wir fordern das Recht der Schwulen, selbst in den öffentlichen Medien, Rundfunk und Fernsehen, arbeiten zu können. Wir fordern zwei Sitze im Rundfunkrat.
6. Selbstdarstellung der Schwulen im Sexualunterricht muss möglich gemacht werden.
7. Wir verlangen gesetzlichen Schutz vor Diskriminierung in allen Bereichen.
8. Wir fordern Wiedergutmachung an den schwulen KZ-Opfern und völlige Rehabilitierung der Überlebenden.
9. Wir fordern die Streichung des § 175 StGB und aller flankierender Gesetze und Bestimmungen
10. Wir wollen nicht nur in Homolulu, sondern überall frei und offen schwul sein.

1. Exigimos el fin definitivo de la discriminación de los solteros.
2. Exigimos la equiparación en el derecho de sucesión y los impuestos.
3. La representación de la heterosexualidad como única forma sana y deseable de la sexualidad debe acabar de una vez.
4. Exigimos apoyo para la creación de centros, consultorios y organizaciones de la salud propios para gais.
5. Exigimos el derecho de los gais de poder trabajar, incluso en medios de comunicación como radio y televisión. Exigimos dos asientos en el consejo de radiotelevisión.
6. Se debe hacer posible la presentación propia de gais en las clases sobre la sexualidad.
7. Exigimos la protección legal de la discriminación en todos los campos.
8. Exigimos una reparación a las víctimas de los campos de concentración gais y la plena rehabilitación de los supervivientes.
9. Exigimos la eliminación del artículo 175 del código penal y todas las leyes relacionadas.
10. Queremos ser gais libre y abiertamente, no sólo en Homolulu.

El acontecimiento fue el punto culminante del movimiento de liberación gay de la década de 1970 en Alemania. Frácfort tardaría largo tiempo en volver a ver un acontecimiento LGBT de tal calibre.

## Influencia
El evento fue la chispa política para diversas iniciativas gais en toda la República Federal. Las exigencias del cuarto punto eran muy similares al mensaje central de la película Nicht der Homosexuelle ist pervers .... De forma que se crearon las siguientes iniciativas:
- En Homolulu nació la idea de un centro de encuentros y jornadas, que se inició el año siguiente y se inauguró en abril de 1981 como Akademie Waldschlösschen.[18]
- El 9 de marzo de 1981, el Kommunikations- und Beratungszentrum homosexueller Frauen und Männer («Centro de comunicación y asesoría para mujeres y hombres homosexuales») se inauguró en la calle Hollmannstraße 19 (más tarde en Kulmer Str. 20a).[19]
- El 3 de diciembre de 1982 se abrió el Rat und Tat Zentrum für Homosexuelle («Centro de asesoría y acciones para homosexuales») de Brema. El café anejo, «Klön- und Kaffeestube» Homolulu (en la actualidad llamado Café Kweer) debía animar a la conversación entre los visitantes.[20]
- También participó un habitante de Bamberg en Homolulu. Inspirado por el evento, creó un grupo gay en su ciudad. El 28 de agosto de 1979 se constituyó la Initiative Homosexualität Bamberg (IHBa, hoy: Uferlos e.V., Schwule und Lesben in Bamberg) en la oficina de juventud del arzobispado de la calle Kleberstraße.[21] * En 1980 también se creó la Homosexuelle Selbsthilfe («Autoayuda homosexual») para poder apoyar con dinero a diversos proyectos.
- En la manifestación también participó Ralf König, que lo definió como vivencia clave, ya que allí sintió que la homosexualidad era algo bueno y bonito,[22] y conoció allí por primera vez a otros gais.[23]